# Шмальц, Фридрих
Фридрих Готлибович Шмальц (нем. Johann Friedrich Leberecht Schmalz; 25 июня 1781, Цайц — 23 мая 1847, Дрезден) — немецкий и российский учёный в области сельского хозяйства, до 1845 года — профессор сельского хозяйства и технологии в Дерптском университете.

## Биография
Родился25 июня 1781 года в семье богатого владельца усадьбы Вильденборн, ныне входящей в состав города Цайц. 
Среднее образование получил в Гере. С юности заинтересовался приёмами ведения сельского хозяйства, под влиянием своего преподавателя естественных наук пастора Тамеруса, за садом и огородом которого (а также его винокуренным и пивоваренным заводами) наблюдал в свободное от учёбы время. В 1795 году он принимал участие в управлении имениями своих дяди и отца. Прослушав в Дрездене лекции по архитектуре и технологии, а в Йене по химии и ветеринарным наукам, он некоторое время управлял частным имением под Лейпцигом. Затем был приглашён графом Марколини, любимцем Саксонского курфюрста, для устройства под Дрезденом фольварка. Произведя ряд опытов по разведению сельскохозяйственных растений, скота и улучшению почвы, приобрёл обширные знания в ведении сельского хозяйства и в 1804 году арендовал поместье Цангенберг недалеко от Цейца, а в 1806 году — поместье Понитц недалеко от Альтенбурга.
В 1812 году прусское правительство доверило ему управление обширными сельскохозяйственными угодьями в Восточной Пруссии (Куссен и Нойвейде недалеко от Гумбиннена), которые он, несмотря на первоначальные трудности, сумел сделать прибыльными. Одновременно, в это время он сотрудничал в ряде сельскохозяйственных журналов, был автором многих публикаций по сельскому хозяйству. В 1821 году стал секретарём Сельскохозяйственного общества Литвы.
После того как университет Йены присвоил ему степень доктора философии в области сельского хозяйства, в 1829 году он был приглашён в Дерптский университет возглавить кафедру сельского хозяйства и технологии. До 1845 года он читал ряд курсов, относящихся к сельскому хозяйству: почвоведения, земледелия и скотоводства, садоводства и пчеловодства, таксации, лесного хозяйства и технологии. Старался сообщить своему преподаванию возможно большее практическое направление и по инициативе Лифляндского общеполезного и экономического общества в 1834 году в арендованном Шмальцем имении фон Липгарта Альт-Кустгоф (близ Дерпта), открыл сельскохозяйственный институт, просуществовавший до 1839 года, преподавание в котором велось, главным образом, самим Фридрихом Шмальцем и его сыном Германом. В нём получили специальное образование многие лица, ставшие известными хозяевами-практиками или преподавателями в высших учебных заведениях (И. Г. Целлинский, В. И. Краузе, П. Пель, Р. Э. Кнюпфер, Б. Г. Михельсон и другие).
Писал об овцеводстве, о разведении картофеля и клевера, о бонитировании и др.
С 28 февраля 1841 года — статский советник. Был награждён орденом Св. Анны 3-й степени.
Шмальц предпринял целый ряд научных поездок во внутренние губернии Российской империи; летом 1837 года посетил юг России и Крым
В 1845 году подал в отставку и удалился в своё имение в Куссене.
В апреле 1847 года он отправился со своей младшей дочерью Кларой к своему брату Уильяму в Глаубице под Гроссенхайном. На обратном пути, посещая своего другого брата К. Густава, который был практикующим врачом в Дрездене, заболел и умер 23 мая 1847 года. Был похоронен в Глаубице.
Его жена Амалия Огюст урожденная Кунце (ум. 22.09.1843 года в Дерпте), У них было 6 детей, два сына и четыре дочери. Один из его сыновей — профессор Герман Шмальц.